# Austria ai Giochi della XXII Olimpiade
L'Austria partecipò ai Giochi della XXII Olimpiade, svoltisi a Mosca, Unione Sovietica, dal 19 luglio al 3 agosto 1980, con una delegazione di 83 atleti impegnati in sedici discipline. Portabandiera alla cerimonia di apertura fu il velista Karl Ferstl, che avrebbe vinto la medaglia d'argento nella classe Star in coppia con Hubert Raudaschl. 
La rappresentativa austriaca conquistò in totale quattro medaglie: una d'oro, due d'argento e una di bronzo, che le valsero il ventunesimo posto nel medagliere complessivo. L'Austria non vinceva una medaglia d'oro alle Olimpiadi estive da Roma 1960.